# Rokietnica (gmina, Grande-Pologne)
Pour les articles homonymes, voir Rokietnica.
Rokietnica est une gmina rurale du powiat de Poznań, Grande-Pologne, dans le centre-ouest de la Pologne. Son siège est le village de Rokietnica, qui se situe environ 18 km au nord-ouest de la capitale régionale Poznań.
La gmina couvre une superficie de 79,31 km2 pour une population de 13 902 habitants en 2014.

## Géographie

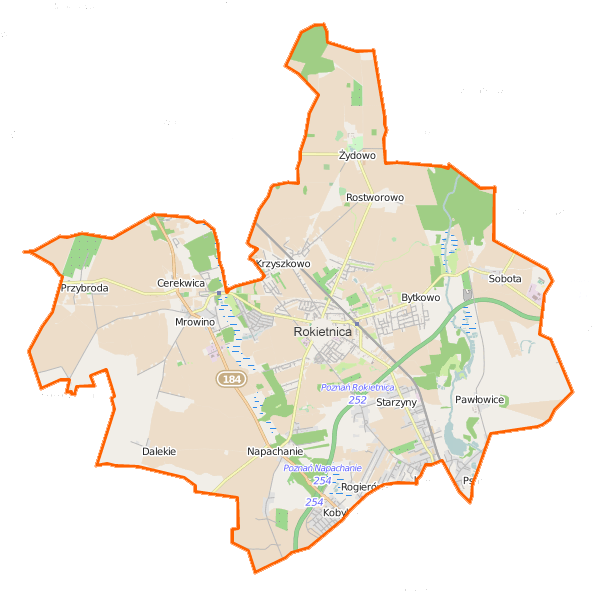
Plan de la gmina.

Outre le village de Rokietnica, la gmina inclut les villages de:
- Bytkowo
- Cerekwica
- Dalekie
- Kiekrz
- Kobylniki
- Krzyszkowo
- Mrowino
- Napachanie
- Pawłowice
- Przybroda
- Rogierówko
- Rostworowo
- Sobota
- Starzyny
- Żydowo

### Gminy voisines

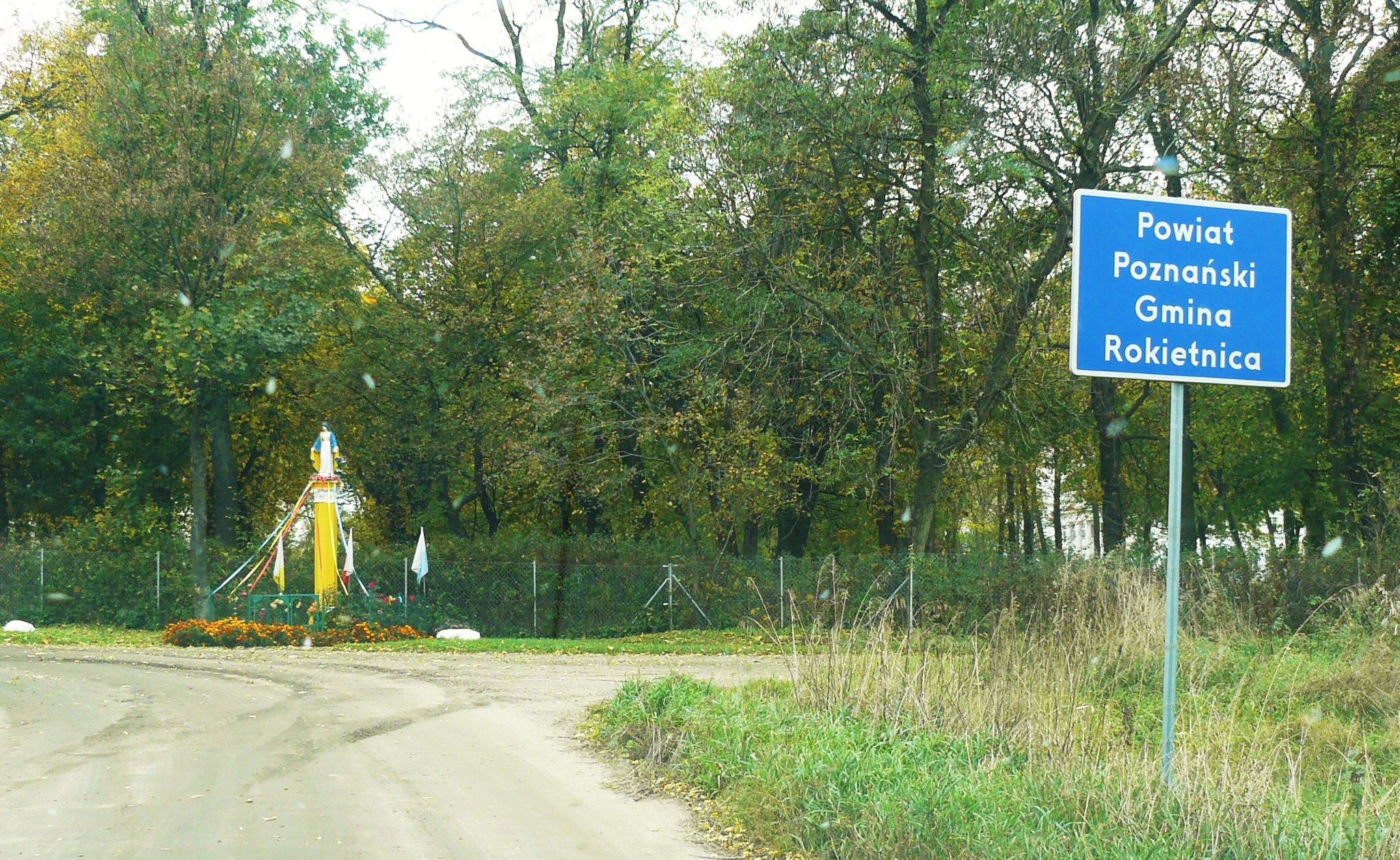
Panneau d'entrée dans la gmina.

La gmina de Rokietnica est bordée :
- des gminy de :
  - Kaźmierz
  - Oborniki
  - Suchy Las
  - Tarnowo Podgórne
  - Szamotuły

- de la ville de :
  - Poznań

## Structure du terrain
D'après les données de 2002, la superficie de la commune de Rokietnica est de 79,31 km², répartis comme tels :
- terres agricoles : 83 %
- forêts : 8 %

La commune représente 4,18 % de la superficie du powiat.